# NGC 3308
NGC 3308 (również PGC 31438) – galaktyka eliptyczna (E/SB0), znajdująca się w gwiazdozbiorze Hydry. Odkrył ją John Herschel 24 marca 1835 roku.